# PH大鋼琴

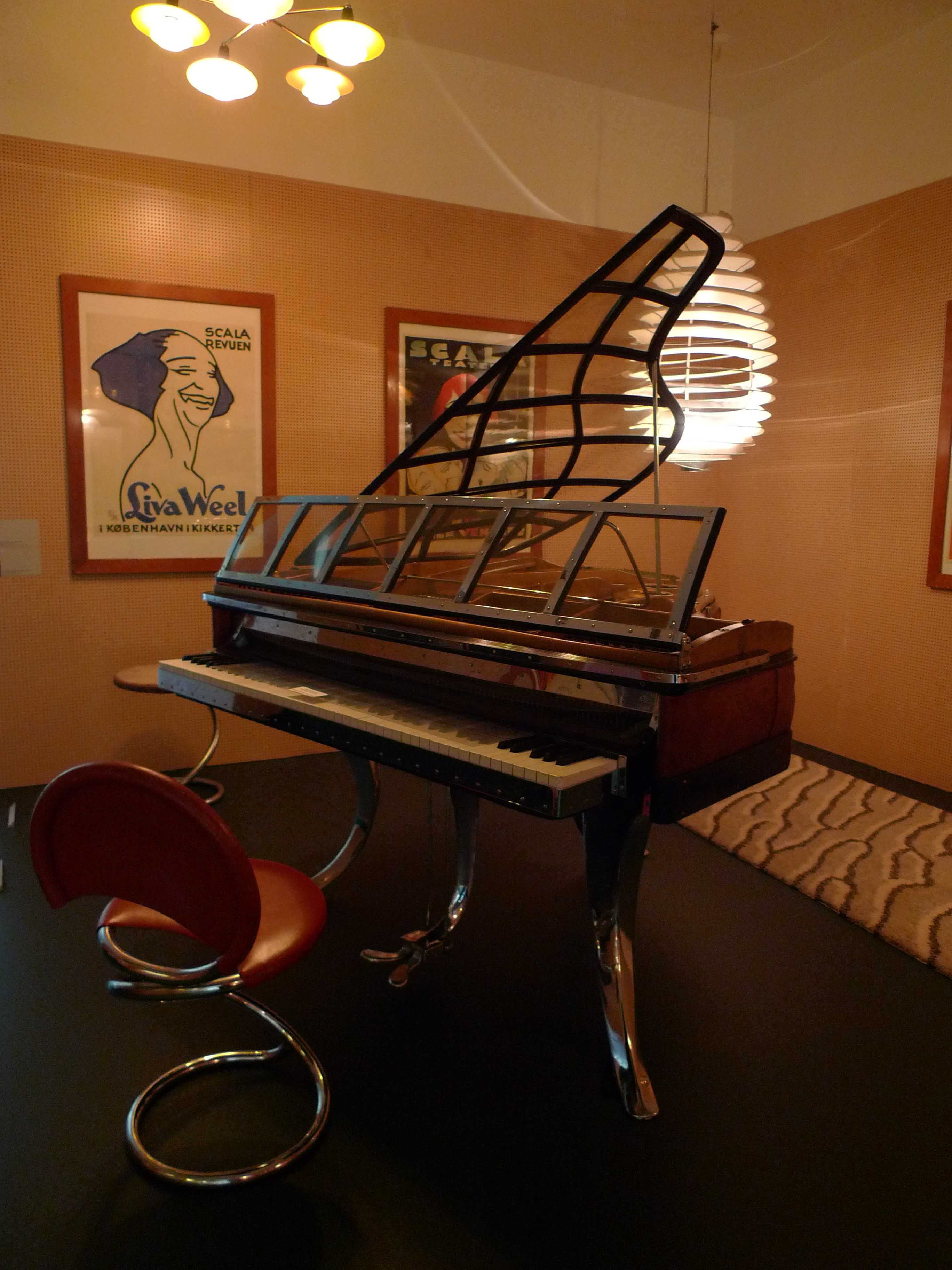
保爾·漢寧森：PH鋼琴

PH大鋼琴（英語：PH Grand Piano，簡稱：PH Piano）是一個由丹麥設計師保爾·漢寧森設計的鋼琴模型。
這個設計要求是由Andreas Christensen製造公司提出的，目的是要一架即現代化又實用的鋼琴。同時，1935年漢寧森還為這家公司設計了PH立型小鋼琴。
這架鋼琴曾在多個場合和博物館中展出，包括紐約市的大都會藝術博物館和哥本哈根的丹麥藝術與設計博物館。這架鋼琴曾被阿爾瓦爾·阿爾托在他的瑪利亞別墅的音樂室里使用過。

## 外部連結
- 官方網站（页面存档备份，存于）